# Agnieszka Popiela
Agnieszka Anna Popiela – polska biolog, profesor nauk biologicznych, nauczyciel akademicki Instytutu Biologii Uniwersytetu Szczecińskiego. Specjalności naukowe: fitogeografia i fitosocjologia.

## Życiorys
W 1995 na podstawie rozprawy pt. Numeryczna klasyfikacja zbiorowisk z klasy Isoëto-Nanojuncetea występujących w Polsce uzyskała na Wydziale Biologii i Nauk o Ziemi Uniwersytetu Jagiellońskiego stopień doktora nauk biologicznych, dyscyplina: biologia, specjalność: fitosocjologia (promotor Adam Zając). Na podstawie rozprawy pt. Fitogeograficzne aspekty rozmieszczenia gatunków leśnych na Pomorzu nadano jej w 2004 na Wydziale Nauk Przyrodniczych Uniwersytetu Szczecińskiego stopień doktora habilitowanego nauk biologicznych w dyscyplinie biologia w specjalności botanika. W 2013 uzyskała tytuł naukowy profesora nauk biologicznych.
Była dziekanem Wydziału Biologii i Wydziału Nauk Przyrodniczych Uniwersytetu Szczecińskiego. Została profesorem zwyczajnym tego uniwersytetu i kierownikiem Katedry Botaniki i Ochrony Przyrody US. Weszła w skład Komitetu Botaniki PAN i Komitetu Biologii Organizmalnej PAN. Jest przewodniczącą zarządu Sekcji Taksonomii Roślin Polskiego Towarzystwa Botanicznego.
W wyborach prezydenckich w 2015 zasiadała w szczecińskim komitecie poparcia dla Andrzeja Dudy.